# Walter Mampe
Walter Mampe (* 19. Februar 1939 in Breslau; † 8. Juli 1992) war ein deutscher Experimentalphysiker, der sich insbesondere mit Neutronenphysik und Kernphysik befasste.
Mampe studierte an der Universität Würzburg, der Ludwig-Maximilians-Universität München und der TU München und wurde 1971 in München promoviert, mit einer Arbeit am Forschungsreaktor in Garching über Neutroneneinfang in Quecksilber bei Till von Egidy (Hochenergetische Konversionselektronen und das Niveau-Schema von 200Hg). Danach war er am Institut Laue-Langevin (ILL) in Grenoble. Zunächst war er mit der Fertigstellung des {\displaystyle \beta }-Spektrometers BILL befasst und untersuchte in den 1970er Jahren die Struktur schwerer Kerne, bevor er sich der Neutronenphysik zuwandte. Mit Paul Ageron und Robert Golub untersuchte er die Erzeugung ultrakalter Neutronen durch Streuung an flüssigem Helium und war an der Entwicklung erster Neutronenmikroskope mit Albert Steyerl und anderen beteiligt. In den 1980er Jahren befasste er sich mit Präzisionsmessungen von Eigenschaften des Neutrons wie einer Obergrenze für dessen Ladung (mit R. Gähler, J. Kalus 1982), dessen magnetischem Moment und Obergrenzen für dessen elektrisches Dipolmoment (das als Hinweis auf eine Verletzung der Zeitumkehrinvarianz gilt, falls es existiert), wobei er mit Norman Ramsey zusammenarbeitete. Insbesondere unternahm er Präzisionsmessungen der Halbwertszeit des Neutrons im Betazerfall, wofür er 1991 zusammen mit Dirk Dubbers den Stern-Gerlach Preis der Deutschen Physikalischen Gesellschaft erhielt.
1990 erkrankte er an Krebs und erlag zwei Jahre später der Erkrankung.

## Schriften
- Dirk Dubbers, Walter Mampe: Zerfall des freien Neutrons, Physikalische Blätter, Band 47, 1991, S. 589–584
- mit R. Golub, J. M. Pendlebury, P. Ageron: Ultracold neutrons, Scientific American, Juni 1979